# Chavín de Huántar (Huari)
Chavín de Huántar, fundada como San Pedro de Chavín de Huántar, es una localidad peruana, ubicada en la Provincia de Huari en el Departamento de Áncash.
El pueblo de Chavín fue declarado monumento histórico del Perú el 12 de enero de 1989 mediante el R.J.N° 009-89-INC/J. Se localiza cerca de la convergencia de los ríos Mosna y Huachecsa. En 1945 sufrió un aluvión que sepultó totalmenbte los restos arqueológicos, los que lentamente son desenterrados y puestos en valor, para convertir el lugar en una ciudadela museo.
Alberga el complejo arqueológico de Chavín de Huántar, considerado como centro religioso-político de la cultura chavín. Esta llegó a constituir el primer estado en lo que hoy es el territorio de la República del Perú.